# Hương Nguyên
Hương Nguyên là một xã miền núi biên giới thuộc huyện A Lưới, thành phố Huế, Việt Nam.
Xã Hương Nguyên có diện tích 282,62 km², dân số năm 1999 là 943 người và mật độ dân số đạt 3 người/km².

## Hành chính
Tính đến năm 2015 (theo Nghị quyết 09/NQ-HĐND tỉnh), xã Hương Nguyên có 4 thôn: Chi Đu-Nghĩa, Mu Nú-Ta Rá, Giồng, A Rí.